# Sit de Zapata
El sit de Zapata (Torreornis inexpectata) és una espècie d'ocell endèmica de Cuba i és l'única espècie del seu gènere, que també és endèmic. Pertany a la família dels passerèl·lids de l'ordre Passeriformes.

## Descripció
Una espècie maca amb una coloració subtil. El ventre es groc-oliva i la cara, majoritàriament grisa, està rematada per una corona color rovell i la gola és blanca amb vores negres. Sovint es troba en parelles per les parts baixes del fullatge o a terra. No hi ha espècies similars en la seva distribució. El reclams inclouen un «ti-ti-ti» ràpid, un «tzi-tzi-tzi» agut i una sèrie ràpida de deu o més notes de trinat que baixen en to i es fan més suaus cap al final.

## Història
Va ser descobert pel zoòleg espanyol Fermín Zanón Cervera el març de 1927 al voltant de Santo Tomás al pantà de “Zapata” i descrit formalment per l'herpetòleg nord-americà Thomas Barbour i el seu compatriota, l'ornitòleg James Lee Peters el 1927.
Barbour havia estat acompanyat per Cervera en anteriors visites a Cuba i en sentir parlar dels estranys ocells que es trobaven a la zona de Zapata, va enviar l'espanyol a una sèrie de viatges a la regió, que finalment van portar a la troballa d'aquesta espècie. Des de llavors s'han descobert dues poblacions més, a l'illa Cayo Coco a la província de Camagüey i a una regió costanera, Baitiquirí-Imías, a la província de Guantánamo. Com que l'espècie ja no es limita a Zapata, de vegades es suggereix el nom alternatiu de “pardal cubà”.

## Taxonomia
La distribució de l'espècie és representada per tres poblacions al·lopàtriques, confinades a tres àrees àmpliament separades les que al seu torn representen tres subespècies diferents:
- T. i. inexpectata (Barbour & Peters, 1927) a Zapata sud-oest de Cuba, es troba a les extenses sabanes de cladium.
- T. i. sigmani (Spence, & Smith, 1961) sud-est de Cuba, de colors més apagats freqüenta zones àrides de matolls espinosos i cactus.
- T. i. varonai (Regalado Ruiz, 1981) Cayo Coco (illa al centre nord de Cuba), de plomatge similar T. i. inexpectata es troba als boscos i arbustos.

La subespècie T. i. varonai va ser descrita en una publicació cubana i cal una revisió addicional per determinar-ne la validesa. S'han presentat reclamacions relacionades amb l'obscuritat o la presumpta inexistència d'aquesta descripció original. Buden i Olson (Smithsonian Contributions to Zoology, 477 (1989)), sense revisar la descripció, van cridar l'atenció sobre Bond, que va citar Varonai a una publicació cubana diferent.
“Olson va rebre una reimpressió d'això de Regalado. L'única indicació de la font sobre això era impresa a la part superior de la pàgina 87: 'Centro Agrícola, núm. 2 mayo-agost/1981”. Aquesta és la citació feta per Garrido et al., [serial Poeyana] (1986), mentre que Bond (1982:12) cita la descripció original de Regalado sobre Torreornis inexpectata varonai com "Rev. Minist Educ. Sup. Rep. Cuba, 8, 2 de novembre de 1981, pàgs. 87–106.,' que, a part que el número de pàgina inicial sigui el mateix, semblaria una publicació diferent”.
No obstant això, no van esmentar ni citar Morton i Gonzalez Alonso (Wilson Bulletin, 1982, vol. 94/4), que fan referència a varonai i on es cita el Centro Agricola. Dickinson (Howard i Moore Complete Checklist, (2003)) també va suggerir que hi havia "un element de dubte" sobre si la descripció es va publicar o no. No obstant això, actualment es dipositen còpies de la sèrie que data de 1981 i anteriors a la Biblioteca Smathers de la Universitat de Florida.